# Alpgetväppling
Alpgetväppling (Anthyllis montana) är en ärtväxtart som beskrevs av Carl von Linné. Anthyllis montana ingår i släktet getväpplingar, och familjen ärtväxter.

## Underarter
Arten delas in i följande underarter:
- A. m. hispanica
- A. m. jacquinii
- A. m. montana

## Bildgalleri

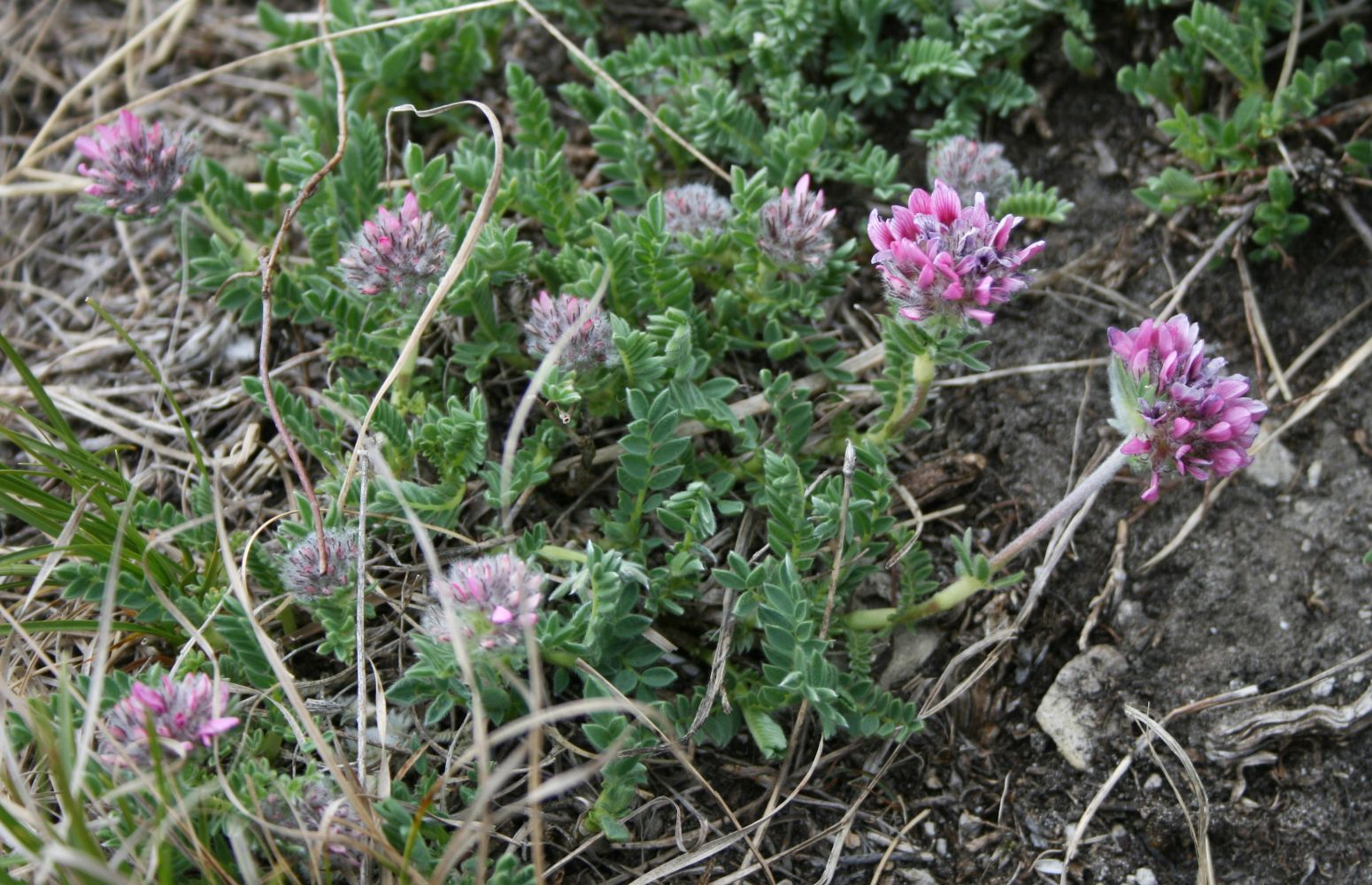
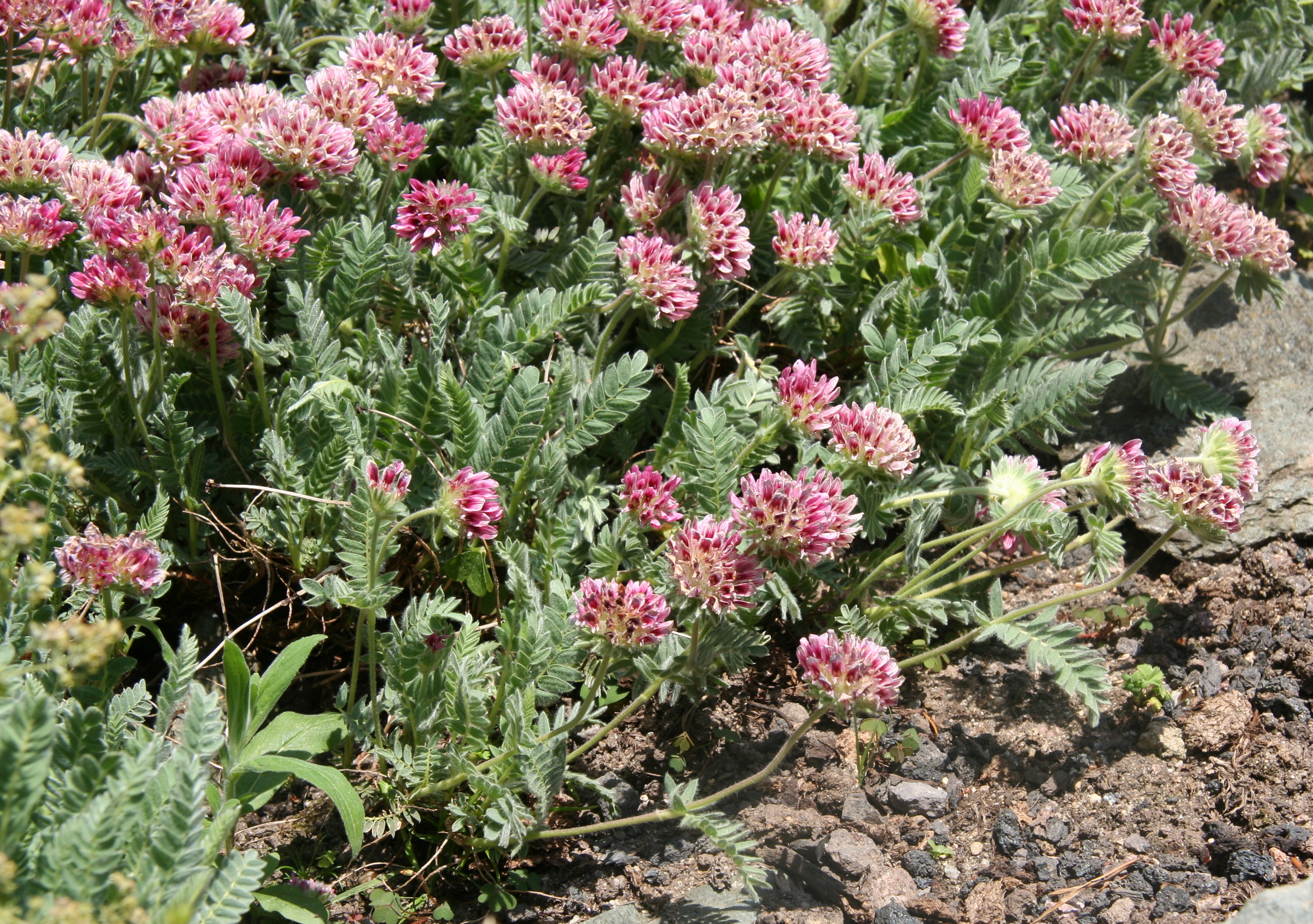
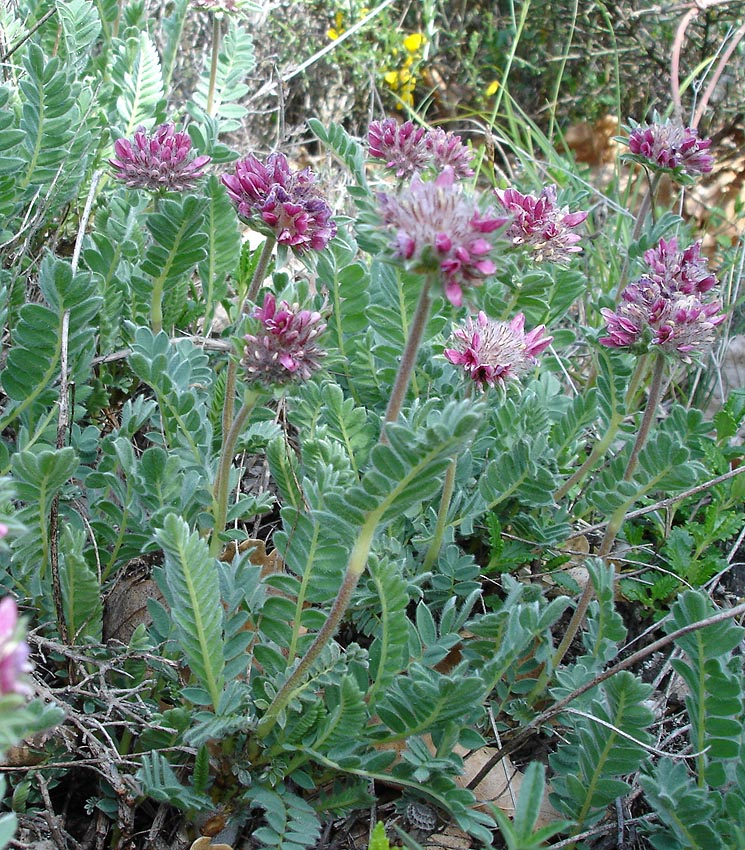
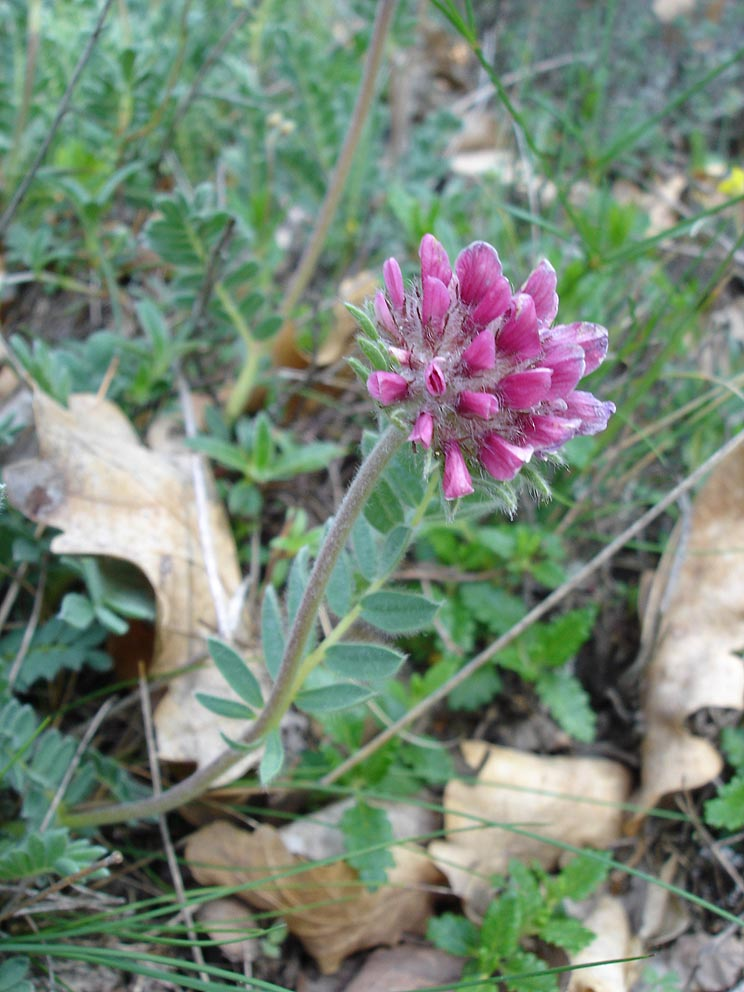
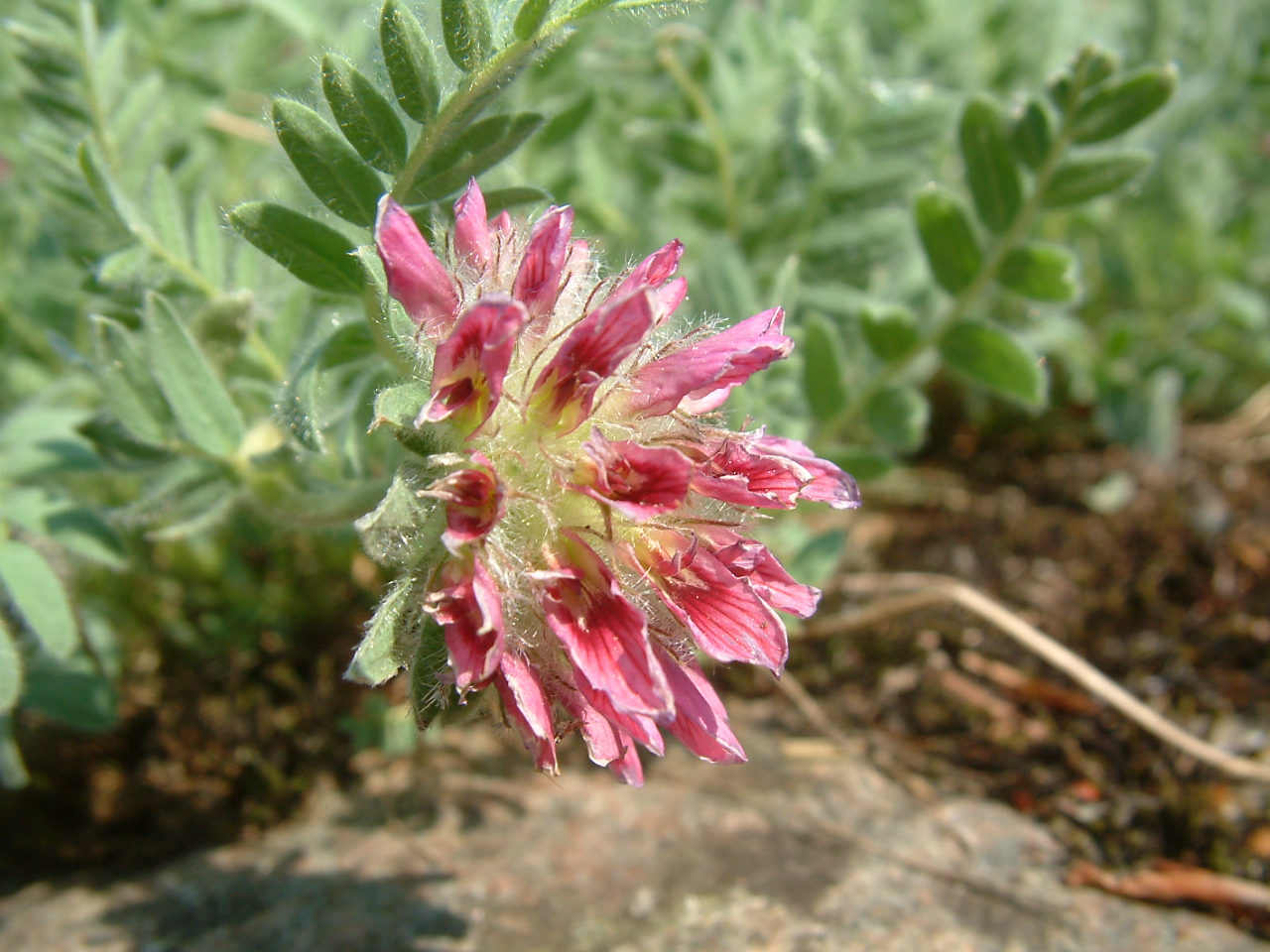
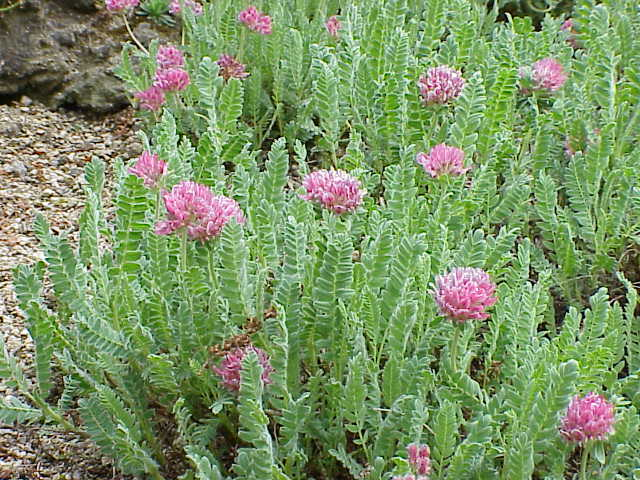